# Neckargerach
Neckargerach è un comune tedesco di 2 337 abitanti, situato nel land del Baden-Württemberg.